# Weingut Feiler-Artinger

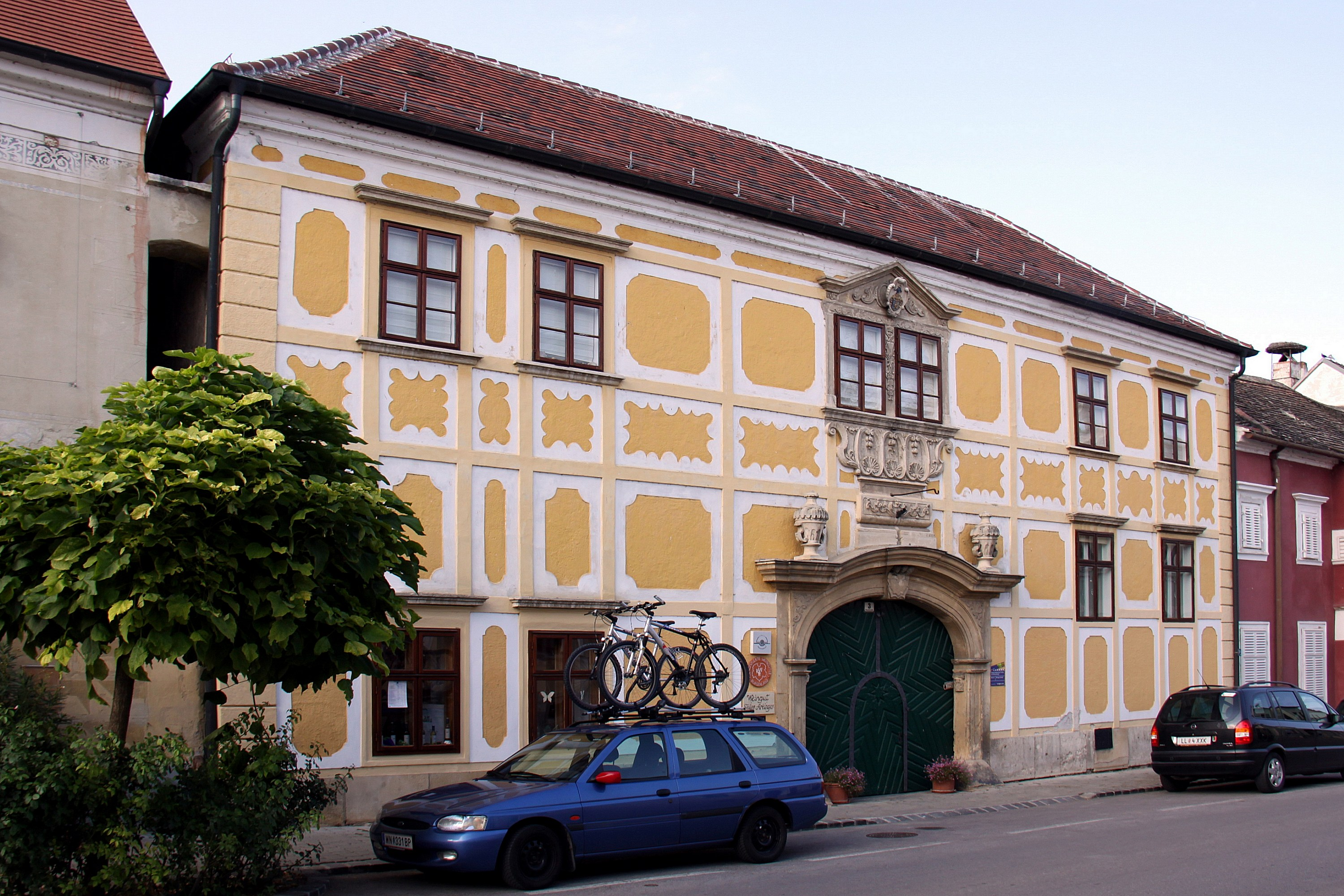
Hauptstraße 3 in Rust

Das Weingut Feiler-Artinger in Rust ist ein österreichisches Weingut im Weinbaugebiet Leithaberg im Burgenland.
Der in einem beeindruckenden Barockgebäude untergebrachte Betrieb ist seit rund 100 Jahren im Familienbesitz und füllt seit 1947 Wein in Flaschen ab. 1953 wurde hier erstmals nach den Weltkriegen wieder ein Ruster Ausbruch gekeltert. Das seit 2013 von Katrin und Kurt Feiler geführte Weingut ist laut Hugh Johnson ein führender Weinbaubetrieb, mit hervorragendem Ausbruch.
Die Rebfläche beträgt 25 Hektar (Stand 2020), wovon 65 Prozent mit roten Rebsorten, hauptsächlich Blaufränkisch und Zweigelt bestockt sind. Etwa 20 Prozent werden als trockene Weißweine ausgebaut, 15 Prozent als Süßwein. Der bekannteste Rotwein des Betriebes ist die Cuvée Solitaire, die von den führenden Fachpublikationen des Landes zu den feinsten österreichischen Rotwein-Cuvées gezählt wird. Zu den herausragenden Spezialitäten des Weinguts zählen auch die druckvollen Süßweinspezialitäten der Kategorie „Ruster Ausbruch“. Angebaut werden auch Chardonnay, Neuburger, Weissburgunder, Welschriesling, Traminer, Cabernet Franc, Cabernet Sauvignon, Merlot und Pinot Noir. Der Weinbau erfolgt nach bio-dynamischen Richtlinien.
Das Weingut ist Mitglied der Renommierten Weingüter Burgenland (RWB) sowie des Vereins respekt-BIODYN und errang hohe Bewertungen für Süßweine im Wine Spectator sowie im Periodikum The Wine Advocate von Robert Parker. Teile der Fernsehserie Der Winzerkönig, an deren Entstehung Hans Feiler beteiligt war, sind auf dem Gut gedreht worden.